# 聖奧德天主堂
23°29′49″N 120°27′04″E / 23.496871°N 120.451067°E
聖奧德天主堂，是位於臺灣嘉義市東區的天主教教堂，為臺灣首座馬賽克拼貼教堂，列為嘉義市歷史建築。

## 歷史沿革
1959年，畢耀遠奉嘉義教區創立主教牛會卿之命，從臺灣遠赴美國籌募建堂經費。第一筆捐款是一位美國老婦人捐了三千元美金，她以賣地籌錢方式希望用教堂紀念亡夫奧斯汀，遂以奧斯汀其聖名取作「聖奧德教堂」，1961年初動工。
為吸引台1線路人上的目光，畢耀遠想捨棄方方正正傳統聖堂造型。他經神父黃啟祥引薦認識墨西哥裔藝術家鮑博（Francisco Borboa），兩人一起設計教堂，除以祈禱的手側視圖作發想來建造出梯形外觀外，更運用馬賽克磁磚拼貼出十九幅壁畫，其中五幅有鮑博以中文名「鮑步雲」落款。內部有十四幅用馬賽克拼裝而成的耶穌受難史，耶穌聖心像的聖心還是鮑博打破紅色玻璃製煙灰缸拼成。教堂後方二樓牆面則由鮑博在黑底白色水泥牆上，勾勒只有身形線條的聖家圖案。
聖奧德教堂於1962年3月9日落成，共耗資約一萬美元。因採用大量馬賽克磚圖案裝飾聖堂內外，為臺灣首座馬賽克藝術拼貼教堂。後來教堂缺少神父、路面拓寬等因素閒置十餘年。
2014年4月25日，嘉義市政府文化局公布聖奧德教堂為嘉義市歷史建築。之後教友捐新台幣六十萬元全面整修，於2015年8月29日重啟每周彌撒儀式，畢耀遠也出席祝聖。